# 마하파드마 난다
마하파드마 난다(IAST: Mahāpadmānanda; 재위: 기원전 364년경 ~ 기원전 337년), (기원전 337년 사망)는 푸라나에 따르면 마가다의 첫 난다 왕조의 왕이었다.
푸라나는 그를 마지막 샤이슈나가 왕조의 왕인 마하난딘과 수드라 여인의 아들로 묘사한다. 이 문헌들은 그가 마가다 지역보다 훨씬 더 제국을 확장시킨 광범위한 정복을 벌였다고 전한다. 각기 다른 푸라나 문헌들은 다양하게 그의 통치 기간을 27년 또는 88년으로 제시하고, 그의 여덟 아들들이 그를 따라 연속적으로 통치했다고 진술한다.
불교 문헌에는 그에 대한 언급이 없으며, 대신 첫 난다 통치자를 강도 출신의 우그라세나 왕으로 명명하며, 그는 그의 여덟 형제가 계승했으며, 그 중 마지막은 다나 난다였다.

## 재위

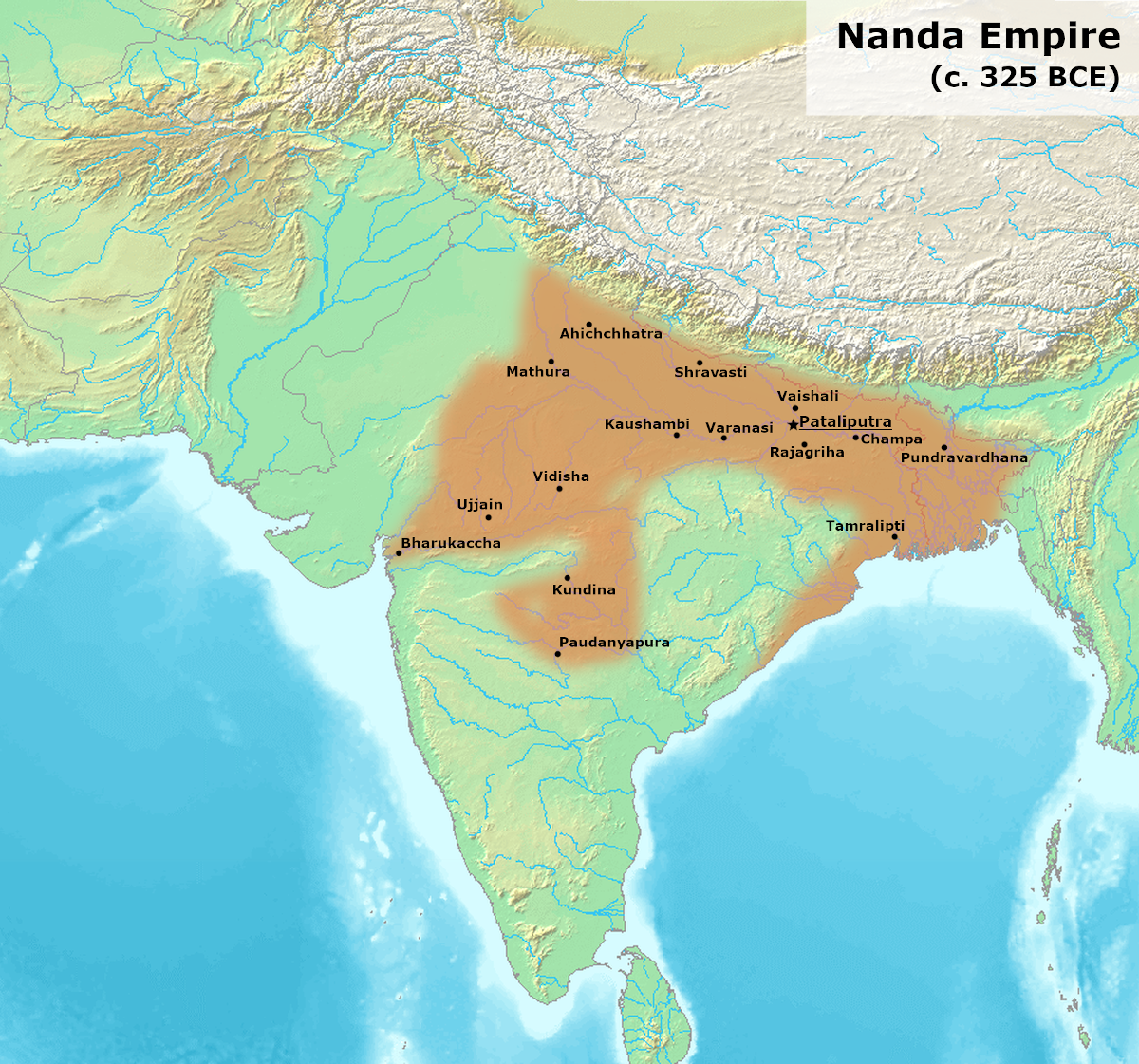
기원전 325년경 난다 왕조의 확장도 추정

푸라나에 따르면, 마하파드마 또는 마하파드마-파티(문자적으로 "위대한 연꽃의 주인")는 첫 난다 왕이었다. 그는 마지막 샤이슈나가 왕조의 왕인 마하난딘과 수드라 여인의 아들이었다.
푸라나는 그를 에카라트(유일한 군주)와 사르바-크샤트란타카(크샤트리야들의 파괴자)로 묘사한다. 마하파드마에 의해 멸망되었다고 알려진 크샤트리야(전사 및 통치자)로는 미틸라, 카셰야, 이크슈바쿠, 판찰라, 수라세나, 쿠루, 하이하야, 비티호트라, 칼링가, 아슈마카 등이 있다.
마츠야 푸라나는 마하파드마에게 88년이라는 믿기지 않을 정도로 긴 재위 기간을 부여하는 반면, 동시대 자료인 바유 푸라나는 그의 재위 기간을 28년으로만 언급한다. 푸라나는 또한 마하파드마의 여덟 아들이 그 후에 총 12년간 연속적으로 통치했다고 명시하지만, 이 아들들 중 수칼파 한 명만 언급한다.

## 첫 난다 황제 즉위 시기에 대한 다양한 추정치
- 인도학자 F. E. 파르기터: 기원전 382년[7]
- 역사학자 R. K. 무케르지: 기원전 364년[7]
- 역사학자 H. C. 라이초우두리: 기원전 345년경[8]

난다 왕조의 시작은 기원전 5세기 초로도 추정된다.

## 첫 난다 왕에 대한 묘사
- 불교 문헌에 따르면, 첫 난다 왕은 마하파드마가 아니라 우그라세나였다.[10] 한 이론에 따르면, 우그라세나는 아마도 마하파드마의 또 다른 이름이었을 것이다.[11]

- 마하파드마에게 왕족-수드라 혼혈 조상을 부여하는 푸라나와 달리, 불교 문헌은 우그라세나를 "알려지지 않은 혈통"으로 묘사한다. 마하밤사-티카에 따르면, 우그라세나는 국경 지역 출신이었으며, 강도단에게 붙잡혔다가 나중에 그들의 우두머리가 되었다.[2]
- 그리스-로마 자료는 알렉산드로스의 침공 당시 통치하던 난다 왕을 "아그람메스"라고 부르는데, 이는 아마도 산스크리트어 "아우그라세니야"(문자적으로 "우그라세나의 아들이나 후손")의 변형일 것이다.[10]
- 푸라나와 달리, 불교 문헌은 다음 여덟 왕들을 첫 난다 왕의 아들이 아닌 형제들로 묘사한다.[2] 또한, 불교 전통에 따르면 난다 왕조는 총 22년간 통치했다. 이 왕들 중 마지막은 다나 난다였다.[12]

- 파리시쉬타파르반과 아바쉬야카 수트라 같은 자이나교 문헌은 "마하파드마"라는 이름을 언급하지 않지만, 난다 왕이 이발사와 기생의 아들이었다고 말한다.[1][13][14] 이 문헌들은 난다가 경쟁 왕에게서 죽음을 맞은 후 우다야바드라를 계승했다고 명시한다.[15] 또한 비폭력주의 자이나교도인 칼파카가 그의 재상이었으며, 그는 평화를 위해 목숨을 바쳤다고 믿어진다.[15]
- 그리스-로마 자료는 난다 왕조의 설립자가 이발사였으며, 그는 이전 왕조의 마지막 왕으로부터 왕위를 찬탈했다고 시사한다.[10] 로마 역사가 쿠르티우스(기원전 1세기)는 포로스에 따르면 이 이발사는 매력적인 외모 덕분에 전 왕비의 연인이 되었고, 그 당시 왕을 배신하여 살해한 후, 왕자들의 후견인인 척하여 최고 권력을 찬탈했으며, 나중에 왕자들을 죽였다고 서술한다.[16] 포로스와 알렉산드로스 시대의 난다 왕은 이 이발사의 아들이었다.[10]

### 참고 문헌
- Dilip Kumar Ganguly (1984). 《History and Historians in Ancient India》. Abhinav. 23쪽. ISBN 978-0-391-03250-7.
- H. C. Raychaudhuri (1988) [1967]. 〈India in the Age of the Nandas / Chandragupta and Bindusara〉.   K. A. Nilakanta Sastri. 《Age of the Nandas and Mauryas》 Seco판. Delhi: Motilal Banarsidass. ISBN 978-81-208-0466-1.
- H. C. Raychaudhuri; B. N. Mukherjee (1996). 《Political History of Ancient India: From the Accession of Parikshit to the Extinction of the Gupta Dynasty》. 옥스퍼드 대학교 출판부.
- Harihar Panda (2007). 《Prof. H.C. Raychaudhuri, as a Historian》. Northern Book Centre. ISBN 978-81-7211-210-3.
- Irfan Habib; Vivekanand Jha (2004). 《Mauryan India》. A People's History of India. Aligarh Historians Society / 툴리카 북스. ISBN 978-81-85229-92-8.
- K. D. Sethna (2000). 《Problems of Ancient India》. 뉴델리: 아디티야 프라카샨. ISBN 81-7742-026-7.
- Mookerji, Radha Kumud (1988) [first published in 1966], 《Chandragupta Maurya and his times》 4판, 모틸랄 바나르시다스, ISBN 81-208-0433-3
- Shah, Natubhai (2004) [First published in 1998], 《Jainism: The World of Conquerors》 I, 모틸랄 바나르시다스, ISBN 978-81-208-1938-2
- Upinder Singh (2016). 《A History of Ancient and Early Medieval India: From the Stone Age to the 12th Century》. 피어슨 에듀케이션. ISBN 978-93-325-6996-6.